# Rauschbergbahn

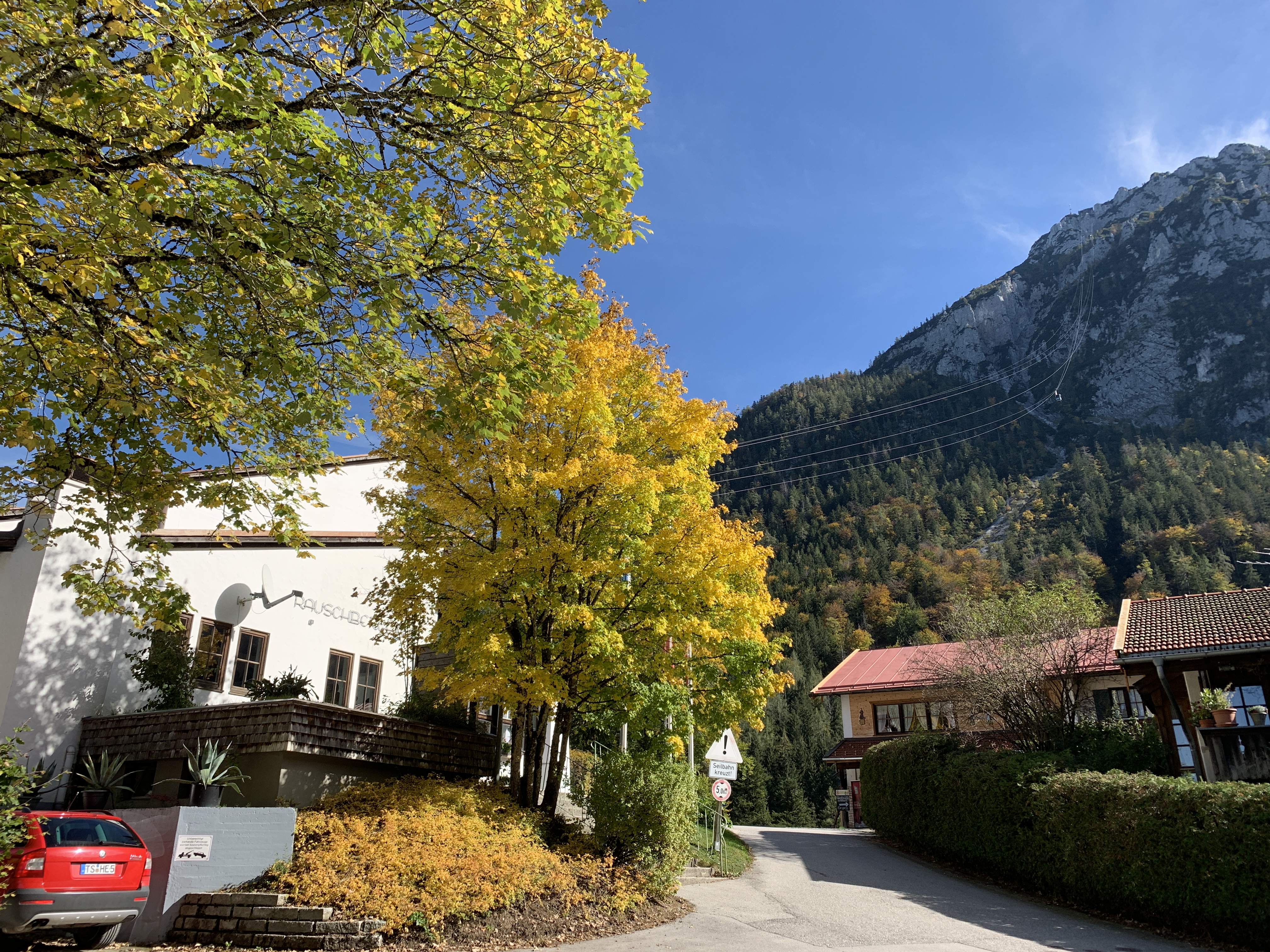
Talstation

Die Rauschbergbahn war eine im Dezember 1953 in Ruhpolding in Betrieb genommene Luftseilbahn. Sie wird von der dort ansässigen Rauschbergbahn Ruhpolding GmbH betrieben und verläuft von der Talstation (722 m über NN), die auf einem kleinen vorgelagerten Hügel liegt, zu der auf 1645 Meter Höhe errichteten Bergstation auf dem Rauschberg. Die Gesamtlänge der Bahn beträgt 1650 Meter. Die Bahn stellte am 7. November 2022 den Betrieb ein und soll komplett neu gebaut werden.

## Geschichte und Beschreibung
Die Firma Julius Pohlig aus Köln erhielt von der Gemeindeverwaltung im Jahr 1952 den Auftrag, den Hausberg von Ruhpolding mit einer Seilbahn touristisch zu erschließen. Die fertig vormontierten Hängekabinen für jeweils rund 20 Personen wurden mit Lastkraftwagen zum Fuß des Rauschbergs transportiert. Dort entstand aus Mauerwerk eine Talstation für den Fahrkartenverkauf, für einen Kiosk mit Ansichtskarten und für eine kleine Gaststätte. Auf dem Weg bis zur Bergstation wurde auf zwei Drittel der Länge ein Stahlgittermast als Zwischenstütze montiert, an dem die Neigung des Seils 92 % (42,6 Grad) beträgt.

Eine der alten Gondeln der Rauschbergbahn

Das voll verschlossene Tragseil der als Pendelbahn konstruierten Rauschbergbahn hat einen Durchmesser von 42 mm und ist bis zu einer Traglast von 187.900 kg bruchsicher. Das Zugseil in Seale-Machart ist 20 mm dick und das Gegenseil, ebenfalls in offener Machart, 23 mm. Zusätzlich ist ein Hilfsseil als Litze mit einem Durchmesser von 15 mm gespannt. Alle Seile der Bahn wurden von der Firma Felten & Guilleaume Carlswerk Eisen- und Stahl AG aus Köln hergestellt. Der Antrieb erfolgt in der Talstation mit zwei Gleichstrommotoren zu je 156 kW Leistung. Damit kann das Seil mit Höchstgeschwindigkeit von 9 m/s befahren werden, wobei die Nenngeschwindigkeit 5,5 m/s beträgt, was einer Fahrzeit von ca. 6 Minuten entspricht. Zwischen dieser und der Talstation liegt ein 1350 Meter großes Spannfeld.
Im Wartebereich der Bergstation gibt es eine kleine Kunstausstellung von Angerer dem Jüngeren, der sich auf alte Geschichten des Bergmassivs bezieht, unter anderem einen künstlerisch gestalteten Fraßstock, der an einer Almhütte als Eingangsstütze stand. Auf den Felsen weithin sichtbar sind riesige Kunstwerke von ihm, beispielsweise ein tanzender Berggeist auch als Fraßbild (in Umrissen) und ein Porträt eines Komponisten aufgestellt.

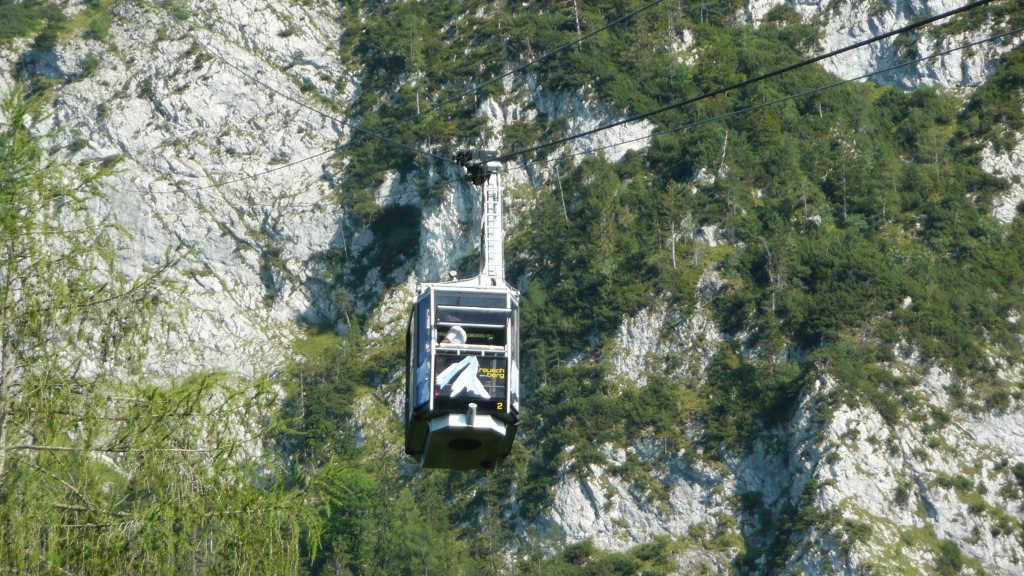
Eine der neuen Gondeln der Rauschbergbahn

Die beiden Kabinen der Seilbahn wurden im Jahr 2000 modernisiert und 2009 generalüberholt, fassen jeweils 21 Personen (inkl. Kabinenpersonal) und verfügen nun über Panoramafenster.
Am 7. November 2022 stellte die Rauschbergbahn den Betrieb ein. Schon im Jahr 2017 gab der Betreiber bekannt, dass die alte Bahn zugunsten einer neueren, größeren Bahn stillgelegt und vollständig abgerissen werden soll. Geplant ist, dabei die Kapazität der Bahn von 120 auf 450 Personen pro Stunde zu erhöhen. Mit dem Neubau soll zusätzlich auf der Bergstation ein Restaurant mitsamt Panoramaterrasse gebaut werden. Die Eröffnung der Neuen Bahn ist für das Jahr 2025 geplant, das gesamte Projekt soll voraussichtlich 25 Millionen Euro veranschlagen, für die zunächst ein Investor gefunden wurde.
Jedoch sprang dieser wieder ab, die Suche nach einem neuen Investor scheiterte und die Rauschbergbahn GmbH meldete am 14. Dezember 2023 die Insolvenz an. Als Grund wurden fehlende Investoren, sowie durch die Corona-Pandemie bedingte monatelange Stillstände genannt, die einen nicht mehr auszugleichenden finanziellen Schaden verursacht haben. Ob die Ruhpoldinger Gemeinde sich an der Rettung der Bahn beteiligt und ob sich ein neuer Investor finden wird, wird vermutlich gegen Ende des 1. Quartals 2024 erwartet.
Der Seilbahn wurde 1954 mit dem Lied Fahre mit der Rauschbergbahn, gesungen von den Geschwistern Fahrnberger, ein musikalisches Denkmal gesetzt.